# Фофана, Хабиб
Хабиб Омар Фофана (фр. Habib Omar Fofana; род. 16 ноября 1998, Кот-д’Ивуар) — ивуарийский футболист, защитник клуба «Нафт Аль-Басра».

## Карьера
В 2020 году футболист присоединился к тоголезскому клубу «Энтенте-2». В июле 2022 года на правах свободного агента присоединился к молдавскому клубу «Динамо-Авто», с которым подписал трёхлетний контракт. Дебютировал за клуб 20 августа 2022 года в матче против клуба «Сфынтул Георге», выйдя на поле в стартовом составе. Первым результативным действием за клуб отличился 10 сентября 2022 года в матче против клуба «Дачия-Буюкань», отдав голевую передачу. В октябре 2022 года был назначен капитаном молдавского клуба. По итогу первой половины сезона вместе с клубом завершил чемпионат на итоговом последнем месте, отправившись во вторую фазу. В начале 2025 года покинул молдавский клуб, расторгнув контракт по соглашению сторон.
В марте 2023 года на правах свободного агента присоединился к белорусской «Белшине», подписав контракт до конца сезона. Дебютировал за клуб 19 марта 2023 года в матче против «Сморгони», выйдя на поле в стартовом составе. По итогу сезона вместе с клубом завершил чемпионат на итоговом последнем месте в турнирной таблице, вылетев в Первую лигу. На протяжении сезона выступал за клуб в роли одного из ключевых игроков бобруйского клуба, однако результативными действиями не отличился. По окончании сезона покинул белорусский клуб в связи с окончанием срока действия контракта.
В марте 2024 года иракский клуб «Аль-Минаа» объявил о подписании нескольких африканских футболистов. В апреле 2024 года на правах свободного агента официально присоединился к иракскому клубу, после оформления рабочей визы. В конце июля 2024 года стал игроком иракского клуба «Дияла», где выступал до конца года. В январе 2025 года перешёл в иранский клуб «Нафт Аль-Басра».